# Žigrski Vrh
Žigrski Vrh este o localitate din comuna Sevnica, Slovenia, cu o populație de 171 de locuitori.